# Telkom Indonesia
Telkom Indonesia (PT Telekomunikasi Indonesia) ist ein indonesisches Unternehmen mit Sitz in Bandung.

## Geschichte
Das Unternehmen ist in der Telekommunikationsbranche tätig und wurde 1991 von der indonesischen Regierung gegründet und ist mittlerweile halb staatlich und halb privat strukturiert. Das Unternehmen besitzt in Indonesien bisher das staatliche Monopol auf Orts- und Ferngespräche. Die indonesische Regierung plant, diesen Monopol aufzugeben und den Telekommunikationsmarkt in Indonesien zu deregulieren.
Am 7. August 2018 wurde ein von Telkom Indonesia finanzierter Satellit namens Merah Putih von Cape Canaveral in den Orbit geschossen. Er ist über der Karimata-Straße positioniert führt und C-Band-Übertragungen durch. Telkom Indonesia besitzt außerdem die Satelliten Telkom 2 und Telkom 3S.

## Struktur
Tochterunternehmen sind unter anderem Telkomsel, TelkomVision und Tekomcel in Osttimor.

## Satellitenflotte
Stand der Liste: 15. Februar 2023
| Satellit               | Startdatum (UTC)  | Trägerrakete    | Startplatz | Satellitenbus            | NSSDC ID  | Position           | Anmerkungen                                      |
| ---------------------- | ----------------- | --------------- | ---------- | ------------------------ | --------- | ------------------ | ------------------------------------------------ |
| Telkom 1               | 12. August 1999   | Ariane 42P      | CSG ELA-2  | Lockheed Martin A2100A   | 1999-042A | 108° Ost           | Ausfall im August 2017                           |
| Telkom 2               | 16. November 2005 | Ariane 5 ECA    | CSG ELA-3  | Orbital ATK GeoStar-2    | 2005-046A | 118° Ost           | Abgeschaltet im Juni 2021                        |
| Telkom 3               | 6. August 2012    | Proton-M/Bris-M | Ba 81/24   | NPO PM Express 1000N     | 2012-044A | 118° Ost (geplant) | Nach Fehlstart in unbrauchbarem Orbit gestrandet |
| Telkom 3S              | 14. Februar 2017  | Ariane 5 ECA    | CSG ELA-3  | TAS Spacebus 4000B2      | 2017-007A | 118° Ost           | in Betrieb                                       |
| Telkom 4 (Merah Putih) | 7. August 2018    | Falcon 9 v1.2   | CC SLC-40  | Space Systems/Loral 1300 | 2018-064A | 108° Ost           | in Betrieb                                       |